# Curimopsis cyclolepidia
Curimopsis cyclolepidia är en skalbaggsart som först beskrevs av Münster 1902.  Curimopsis cyclolepidia ingår i släktet Curimopsis, och familjen kulbaggar. Arten är reproducerande i Sverige.